# 잉어 데커르
잉어 데커르(네덜란드어: Inge Dekker, 1985년 8월 18일 ~ )는 네덜란드의 여성 수영 선수로 주로 자유형과 접영을 활약하였다.
2004년 아테네 올림픽에서 잉어 더브라윈, 마를레인 펠드하위스, 한탈 흐로트와 공동으로 400m 자유형 계주 동메달을 획득했다. 4년 후, 베이징 올림픽에서는 라노미 크로모비조요, 펨커 헤임스커르크, 마를레인 펠트하위스와 함께 금메달을 땄다.
그녀의 동생 리아도 또한 네덜란드 국가 대표 수영 팀의 일원이다.

## 같이 보기
- 수영 세계 기록 목록